# كامران ديبا
كامران ديبا (5 مارس 1937 ) هو مهندس معماري إيراني بارز، يقيم في باريس، فرنسا.

## أعماله
بعض أعمال كامران التي اشتهر بها:

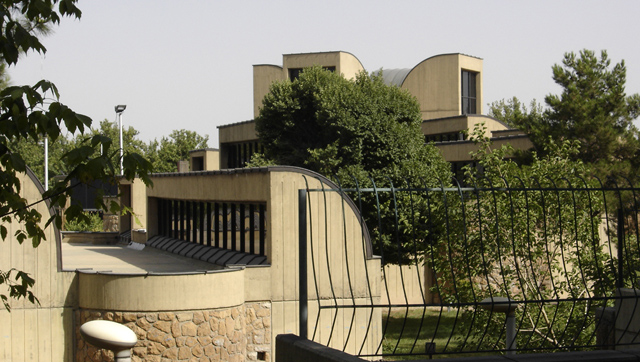
متحف طهران للفن الحديث

- الحرم الجامعي الجديد لجامعة جونديشابور في الأهواز
- متحف طهران للفن المعاصر
- مركز نيافاران الثقافي في طهران .